# Jorgelina Rimoldi Puig
Jorgelina Rimoldi Puig nadimka Jor (Buenos Aires, 6. lipnja 1971.) je umirovljena argentinska hokejašica na travi. Igrala je u sredini terena, u veznom redu. Visine je 155 cm i težine 56 kg.
Prvo je igrala za klub Club Banco Nación.
Svojim igrama je izborila mjesto u argentinskoj izabranoj vrsti. Prvi poziv je dobila 1991. 1992. je zaigrala za juniorsku reprezentaciju, a odonda je igrala na skoro svim velikim natjecanjima za Argentinu. 

## Sudjelovanja na velikim natjecanjima
- 1991.: Havana: Panameričke igre, zlato
- 1992.: Venezuela: juniorske Panameričke igre, zlato
- 1994.: Dublin: SP, srebro
- 1995.: Mar del Plata: Panameričke igre, zlato
- 1995.: Mar del Plata: Trofej prvakinja, 6. mjesto
- 1996.: Atlanta: Olimpijske igre, 7.
- 1998.: Utrecht: SP, 4.
- 1999.: Winnipeg: Panameričke igre, zlato
- 1999.: Brisbane: Trofej prvakinja, 4.
- 2000.: Sydney: Olimpijske igre, srebro
- 2000.: Amstelveen: Trofej prvakinja, 4.
- 2001.: Amstelveen: Trofej prvakinja, zlato

## Vanjske poveznice
- (šp.) "Los personajes: Anabel Gambero y Jorgelina Rimoldi. Leonas para siempre"  Arhivirana inačica izvorne stranice od 15. prosinca 2004. (Wayback Machine), Clarín, 27. veljače 2003.
- (šp.) "Anabel Gambero", Las Leonas.
- (šp.) "Historias de vida: «intenté dejar el hóckey, pero no pude». Jorgelina Rimoldi", Periodismo deportivo.